# THE SHOW (LIVの曲)
THE SHOW（ザ・ショウ）はLIVの7枚目のシングル。

## 概要
RED盤（Ballad Side）は「T」のアコースティックバージョン、GREEN盤（Punk Side）は「Out of control」を収録。

## 収録曲

### RED盤（Ballad Side）
1. THE SHOW
作詞：押尾学　作曲：編曲：押尾学・南徹
2. Disfunction dot 1
作詞：押尾学　作曲：Minoru Kojima　編曲：Minoru Kojima・押尾学・南徹
3. T（アコースティックバージョン）
作詞：押尾学　作曲：押尾学・Junichi Kamei　編曲：押尾学・南徹

### GREEN盤（Punk Side）
1. THE SHOW
2. Disfunction dot 1
3. Out of control
作詞・作曲：押尾学　編曲：押尾学・南徹